# 山黄皮
山黄皮（学名：Murraya euchrestifolia）为芸香科月橘属下的一个种。

## 扩展阅读
- 維基物種上的相關：山黄皮